# Øjeblikket (film)
Øjeblikket er en dansk børnefilm fra 2015 instrueret af Casper Harding Rasmussen.

## Handling
Mand vågner op efter sølvbryllup og er blevet blind.

## Medvirkende
- Jørgen Bing
- Bodil Lassen